# Ben Peterson

Zawodnik Iowa State Cyclones

Benjamin Lee „Ben” Peterson (ur. 27 czerwca 1950 w Cumberland w stanie Wisconsin) – amerykański zapaśnik. Dwukrotny medalista olimpijski.
Walczył w stylu wolnym, w kategorii półciężkiej (do 90 kilogramów). Brał udział w dwóch igrzyskach (1972, 1976), na obu zdobywał medale. Triumfował w 1972, cztery lata później był drugi. Był brązowym medalistą mistrzostw świata w 1973; czwarty w 1975 i piąty w 1978. Złoty medalista igrzysk panamerykańskich w 1975. Pierwszy w Pucharze Świata w 1980 i drugi w 1973 i 1979 roku.
Zapaśnikiem i medalistą olimpijskim był również jego brat John.
Zawodnik Cumberland High School i Iowa State University. Trzy razy All-American w NCAA Division I (1970–1972). Pierwszy w 1971 i 1972 i czwarty w 1970 roku.